# Mostište
Mostište je původně samostatná obec, v současnosti součást obce Dohňany v okrese Púchov. Leží na jižním okraji Javorníků na pravostranném přítoku Hoštinského potoka v nadmořské výšce 390 m n. m., asi 3,5 km SSV od Dohňan. Mostište je přístupné odbočením ze silnice I/49 mezi Dohňany a Mestečkem.
V lokalitě Gýmeš (579,6 m n. m.) bylo odkryto předslovanské hradiště. První písemná zmínka o osídlení pochází z roku 1532. Pravděpodobně v roce 1925 byl v obci založen dobrovolný hasičský sbor. K obci Dohňany byla připojena v roce 1979.